# Jindřiška Lavecká
Jindřiška Lavecká (rozená Henrietta Steinová, provdaná Zuckerkandelová, poté Lavecká, 5. ledna 1875 Ledeč nad Sázavou – 29. srpna 1944 Koncentrační tábor Terezín) byla česká podnikatelka, kosmetička a vizážistka židovského původu, zakladatelka a spolumajitelka známého luxusního salonu krásy a parfumerie v pražském Paláci Lucerna a na Václavském náměstí. Sama také nové pleťové přípravky vyvíjela. Stala se jednou z prvních majitelek specializovaného salonu krásy v pozdějším Československu a tím i významnou postavou předválečné československé módy. Zahynula v koncentračním táboře během holokaustu za druhé světové války.

## Život

### Mládí
Narodila se v židovské rodině Josefa Steinera a jeho ženy Růženy, rozené Weiner, v Ledči nad Sázavou. Provdala se za Roberta Zuckerkandla, dvorního radu, rovněž židovského původu. Absolvovala stáže ve Francii, kde se zdokonalila v umění líčení a také látek laboratorně vyvíjených k omlazení pleti, následně pak v Praze prováděla obchodní zastoupení francouzských kosmetických firem.

### Podnikání
Roku 1914 je doložena jako majitelka a provozovatelka kosmetického a kadeřnického salonu s dámskou obsluhou v centru města s názvem Institute de Beauté a la Paris. Salón Jindřišky Lavecké, úspěšně se rozvíjející především po vzniku Československa a v období První republiky, poskytoval jako jeden z prvních v zemi specializované kosmetické služby, včetně aplikace přípravků k omlazení pleti a aplikace výživových hormonů. Firma provozovala pobočky v paláci Lucerna ve Vodičkově ulici, a pak střídavě na několika adresách na nároží ulice 28. října a Václavského náměstí. Rovněž zde byla provozována parfumerie. Lavecká je rovněž uváděna jako vývojářka nových přípravků a postupů (speciální složení pleťových masek atd.), které pak ve svém salónu užívala. Provdala se jako Lavecká, se svým manželem byli pak majiteli firmy Lavecký, s. r. o.. Ta v ČSR zastupovala též značku Helena Rubinstein.
Spolu s módními krejčovstvími Hany Podolské a Arnoštky Roubíčkové v nedalekém luxusním obchodním paláci Koruna, krejčovství Oldřicha Rosenbauma, Vendelína Mottla v nedalekém Mottlově domě u Jungmannova náměstí či salónu J. Novák v obchodním domě U Nováků ve Vodičkově ulici dotvářely salony Jindřišky Lovecké kolorit Václavského náměstí jakožto hlavního módního centra hlavního města ČSR. Reklamy Institute de Beauté a la Paris opakovaně otiskovaly ve 20. a 30. letech například Národní listy, časopis Český svět či ženské magazíny (časopis Eva aj.). V rámci inzerce také Lavecká písemně odpovídala na zaslané dopisy a dotazy stran péče o pleť a make-up.

### Po roce 1938

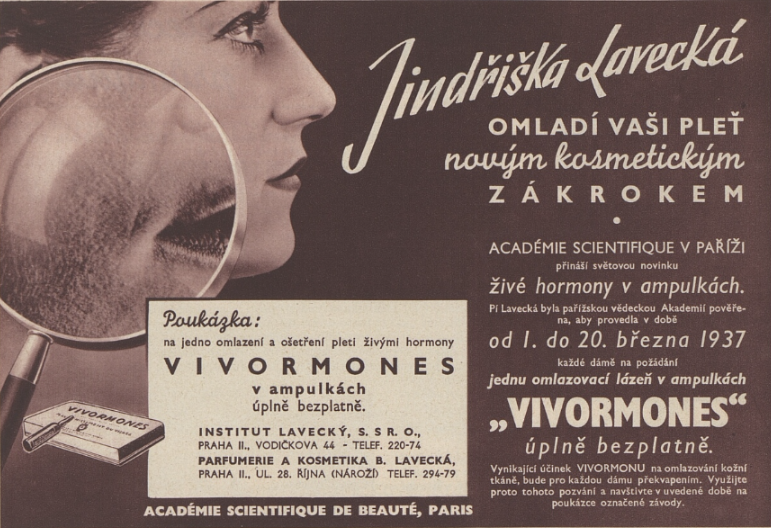
Reklama na salon Jindřišky Lavecké na Václavském náměstí (časopis Eva, 1937)

Od období zřízení tzv. druhé republiky roku 1938 a následného vzniku Protektorátu Čechy a Morava 15. března 1939 byla rodina Lavecké kvůli svému židovskému původu na základě tzv. Norimberských zákonů perzekvována úřady nacistického Německa. V rámci procesu tzv. arizace hospodářství byla nucena prodat podíl ve firmě nežidovskému vlastníkovi a ta byla následně přejmenována, aby bylo odstraněno židovské příjmení z jejího názvu.

### Úmrtí
Jindřiška Lavecká obdržela okolo roku 1941 příkaz k nástupu do transportu do koncentračního tábora. Byla internována v Terezínském táboře, po několika letech věznění 29. srpna 1944 zemřela.
O dva roky dříve zahynula v koncentračním táboře Treblinka také podnikatelka Arnoštka Roubíčková, která vlastnila na Václavském náměstí podnik přímo proti provozovnám Lavecké.

### Rodinný život
Byla vdaná za Roberta Zuckerkandla (1886–?), dvorního radu. Okolo roku 1925 se provdala jako Lavecká (Lawetzky).